# Jean-Jacques Mateu
 (juin 2014).
Si vous disposez d'ouvrages ou d'articles de référence ou si vous connaissez des sites web de qualité traitant du thème abordé ici, merci de compléter l'article en donnant les références utiles à sa vérifiabilité et en les liant à la section « Notes et références ».
Jean-Jacques Mateu est un metteur en scène de théâtre français.
Fondateur de la compagnie Petit Bois, il a mis en scène :
- des textes d'Eugène Durif (Tonkin-Alger, La Petite Histoire, Le Petit Bois),
- Rouge, Noir et Ignorant d'Edward Bond,
- La Fête du cordonnier de Thomas Dekker,
- La Foi, l'Amour, l'Espérance de Ödön von Horváth,
- Le Suicidé de Nikolaï Erdman,
- Les Morts joviaux (cabaret macabre),
- Le Journal de Grosse Patate de Dominique Richard.

Dernièrement[Quand ?], il a mis en scène Kroum l'Ectoplasme de Hanokh Levin (coproduction Théâtre National de Toulouse),  La Nuit électrique de Mike Kenny (spectacle jeune public) et Quel petit vélo ... ? d'après Georges Perec.
Avec Petit Bois cie, il a été accueilli en résidence à l'Espace Apollo de Mazamet (81) durant trois années, puis associé au Théâtre de la Digue à Toulouse.
Il est actuellement artiste associée de la Ville de Cugnaux (31).